# Аркос де ла Фронтера
Аркос де ла Фронтера (шп. Arcos de la Frontera) град је у Шпанији у аутономној заједници Андалузија у покрајини Кадиз. Према процени из 2017. у граду је живело 31 114 становника.

## Становништво
Према процени, у граду је 2017. живело 31 114 становника.
| 2017.  |
| ------ |
| 31.114 |

## Партнерски градови
- Антиколи Корадо